# Morgan-McClure Motorsports

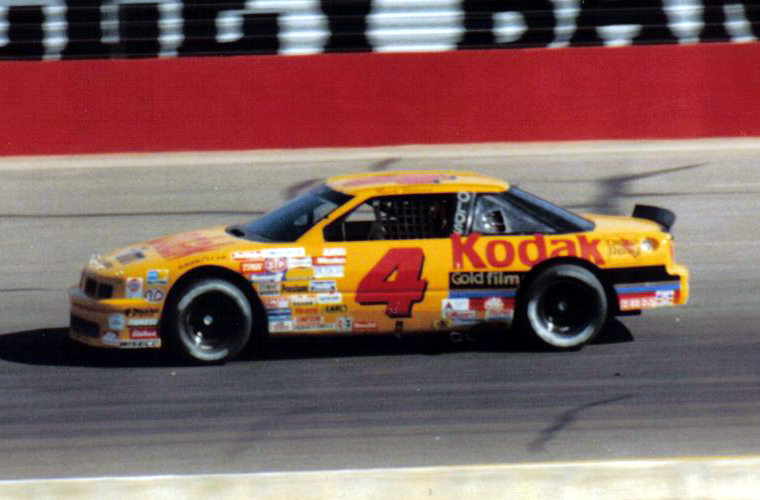
Rick Wilson en la Copa NASCAR 1989.

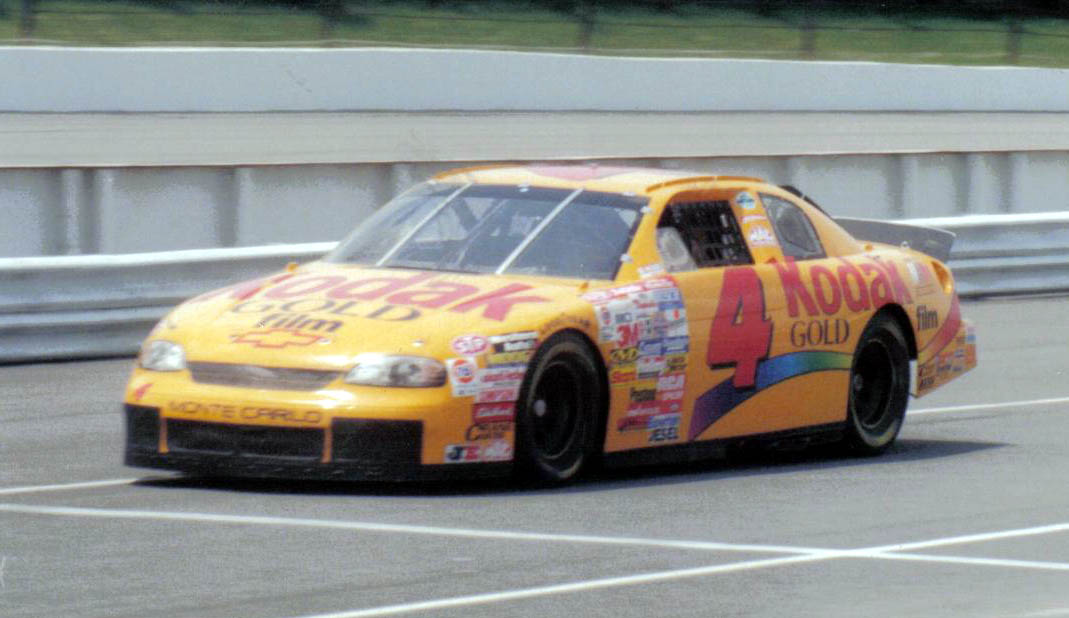
Sterling Marlin durante la fecha en Pocono de la Copa NASCAR 1997.

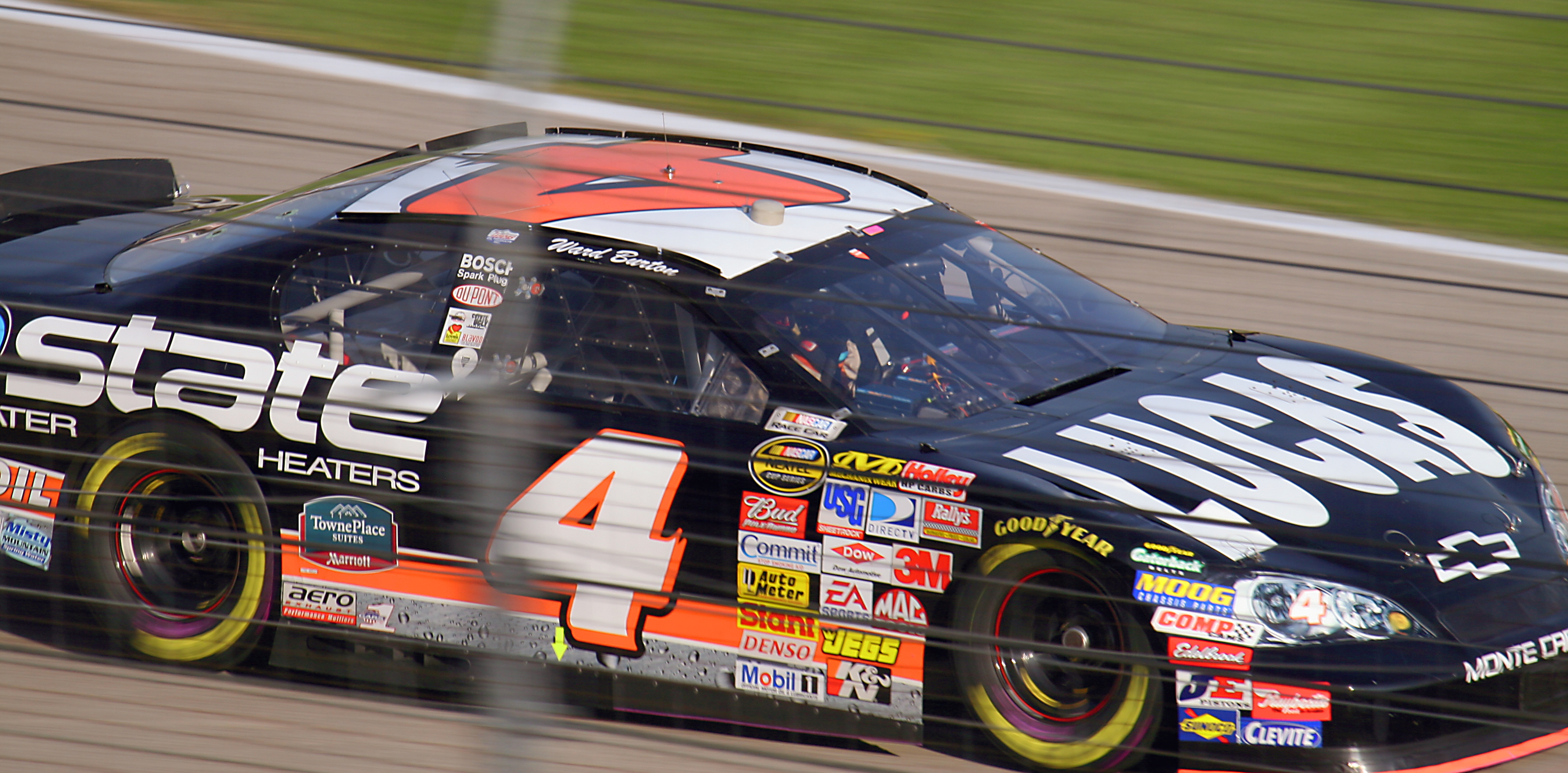
Ward Burton en la Copa NASCAR 2007.

Morgan-McClure Motorsports fue un equipo estadounidense de automovilismo de velocidad fundado por Larry McClure y Tim Morgan en 1983, cuando compraron un coche de G. C. Spencer. Con base en Abindgon, Virginia, el equipo compitió en la categoría de stock cars Copa NASCAR desde 1983 hasta 2010. Corriendo para las marcas Oldsmobile, Chevrolet y Pontiac, logró 14 victorias, destacando tres en las 500 Millas de Daytona y dos en las 400 Millas de Daytona.

## Inicios
El equipo debutó en las 500 Millas Winston de Talladega en 1983, contando a Connie Saylor como piloto de un Oldsmobile. Luego, Mark Martin corrió en 6 fechas para el equipo, logrando un top 10.
En 1984, Tommy Ellis participó en 20 carreras con una Chevrolet, mientras que Joe Ruttman lo hizo en 3 ocasiones. El siguiente año, Ruttman corrió en 16 fechas, logrando un top 5 y cuatro top 10.
Rick Wilson fue contratado por el equipo en 1986 para conducir un Oldsmobile, con el patrocinio de Kodak. Esta unión entre equipo y patrocinador terminaría siendo de las más icónicas en la Copa NASCAR, durando 18 temporadas. En su primer año, Wilson logró 4 top 10. Después de lograr un top 10 en 1987, cosechó 2 top 5 y 5 top 10 para terminar 21º en la Copa NASCAR 1988. Al año siguiente, Wilson logró 2 top 5 y 7 top 10, acabando 17º en el campeonato.

## Mejores años: Irvan, Marlin y Hamilton
Para la temporada 1990, el equipo contrató a Phil Parsons, pero después de tres carreras, Parsons dejó el equipo y se sumó Ernie Irvan. En mitad de temporada, el equipo pasó de Oldsmobile a Chevrolet para conseguir más apoyo de la marca. Irvan ganó en Bristol, consiguiendo su primera victoria personal, y la primera para el equipo. Terminó noveno en el campeonato de pilotos con 6 top 5 y 13 top 10
En 1991, Irvan ganó las 500 Millas de Daytona y Watkins Glen, además de conseguir 11 top 5 y 19 top 10 para acabar quinto en el campeonato. Irvan ganó tres carreras en Sonoma, las 400 Millas de Daytona y en Talladega, y obtuvo un total de 9 top 5 y 11 top 10. Sin embargo, 9 retiros, lo relegaron al undécimo lugar. En 1993, Irvan logró ganar las 500 Millas Winston de Talladega. Después de 21 fechas, Irvan dejó el equipo para unirse a Robert Yates, como reemplazo de Davey Allison. Jeff Purvis, Joe Nemechek y Jimmy Hensley condujeron para Morgan-McClure en las últimas fechas.
En 1994, Sterling Marlin se convirtió en el nuevo piloto de Morgan-McClure. Después de 279 carreras por la Copa NASCAR, ganó por primera vez en la categoría en las 500 Millas de Daytona, venciendo a Irvan. Obtuvo cinco top 5 y 11 top 10, para concluir 14º en el campeonato. Al año siguiente, triunfó en las 500 Millas de Daytona por segunda vez consecutiva, siendo el tercero en conseguir victorias consecutivas en la Gran Carrera Americana. También obtuvo victorias en Darlington 1 y en Talladega 2, además de un total de 9 top 5 y 22 top 10, para terminar tercero en el campeonato.
En 1996, Marlin ganó en Talladega 1 y en las 400 Millas de Daytona, y obtuvo cinco top 5 y 10 top 10, para concluir octavo. En 1997, no pudo ganar, solo logró 2 top 5 y 6 top 10, cayendo al 25º puesto en la tabla de pilotos.
Bobby Hamilton fue contratado por Morgan-McClure en 1998. Ganó en Martinsville, obtuvo 3 top 5 y 8 top 10, para terminar décimo en el campeonato. Hamilton obtuvo 10 top 10 la siguiente temporada, para terminar 13º. Sin embargo, después de no lograr ningún top 10 y terminar 30.º en la Copa NASCAR 2000, Hamilton se fue para el equipo de Andy Petree.

## Declive
En 2001 Robby Gordon fue contratado como piloto, pero después de cinco carreras, lo reemplazaron Bobby Hamilton Jr. y Kevin Lepage. Mike Skinner condujo para el equipo en 2002, logrando un top 10. En 2003 el equipo cambió a Pontiac; Skinner disputó las primeras 14 carreras, antes de ser reemplazado por Lepage, Johnny Sauter, Johnny Miller, entre otros.
El equipo volvió a Chevrolet en 2004, después de que Pontiac dejó la NASCAR. Los siguientes años los resultados no mejoraron. Jimmy Spencer compitió con el equipo en 2004, Mike Wallace en 2005 (que logró el último top 10 del equipo) y Scott Wimmer en 2006. 
La última temporada completa del equipo fue en 2007 con Ward Burton en 16 carreras. Wimmer corrió en Bristol en agosto en 2009.
Desde 2009, problemas legales han impedido que Morgan-McClure pueda competir. Larry McClure fue acusado de fraude fiscal por no reportar $269,000 para coches usados en la ARCA Series. También se le obligó a pagar casi 60.000 dólares a Kodak por presentar una factura falsa. McClure pasó 18 meses en la cárcel.
MMM regresó a la Copa NASCAR en Bristol en agosto de 2010, pero Lepage no se clasificó a la carrera. El equipo cerró las puertas en 2012.